# 1801 Titicaca
Titicaca (asteróide 1801) é um asteróide da cintura principal com um diâmetro de 23,18 quilómetros, a 2,7917817 UA. Possui uma excentricidade de 0,0748107 e um período orbital de 1 914,58 dias (5,24 anos).
Titicaca tem uma velocidade orbital média de 17,14617794 km/s e uma inclinação de 10,98907º.
Esse asteróide foi descoberto em 23 de Setembro de 1952 por Miguel Itzigsohn.
Seu nome é uma referência ao Lago Titicaca, no Peru.